# São Joaquim
São Joaquim este un oraș în Santa Catarina (SC), Brazilia.
este un municipiu în statul Santa Catarina . Este situat la o latitudine de 28 ° 17 '38 ", de Sud și o longitudine de 49 ° 55 ' 54 " Vest , cu o altitudine de 1360 de metri . Populația sa estimat în anul 2004 a fost de 23 de 114 de locuitori . Situat în Podișul Serrano , este situat la 136 km de Tubarão , la 81 km de Lages și 227 km de la Florianópolis . Orașul are o diversitate etnică mare , compusă în mare parte din descendenți ai portugheză , germană , italiană și japoneză . Există, de asemenea, o mare parte a populației provenind din alte state , mai ales Rio Grande do Sul.

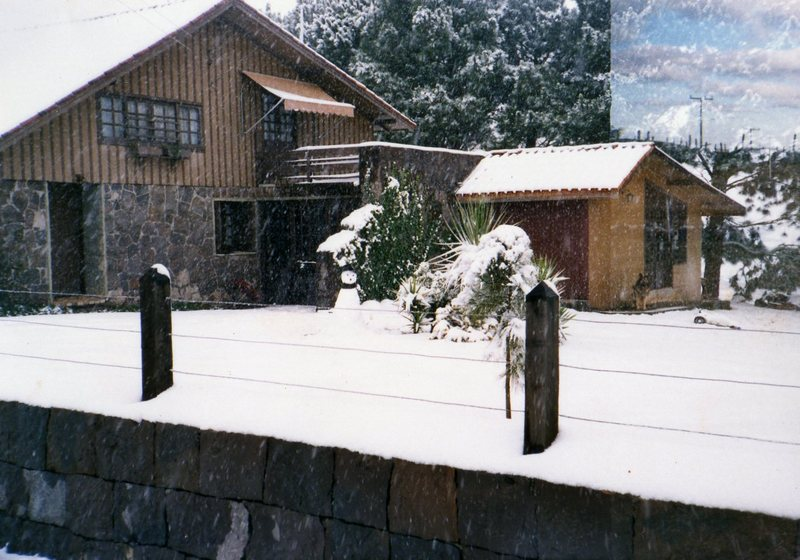
zăpadă în mediul rural

## Climatice
São Joaquim este al doilea cea mai rece oras din Brazilia , din cauza poziției sale 28 de mai jos Tropicul Capricornului și altitudinea sa de 1360 de metri deasupra nivelului mării , suferind influențe ale maselor polare umede și reci în toate ierni . Actualele mare rece Insulele Falkland face continent rece ar trebui să fie fără acest gen de curent rece .
Clima orașului este Temperat Oceanic,tip Cfb, cu pat fluidizat circulant , cu precipitații constant pe tot parcursul anului . Cu iarnă relativ cald sau rece și veri blânde . Orașul pierde la Urupema rece în întrebare.
Neva de joasă frecvență în fiecare an, în perioada cuprinsă între lunile iulie și august.

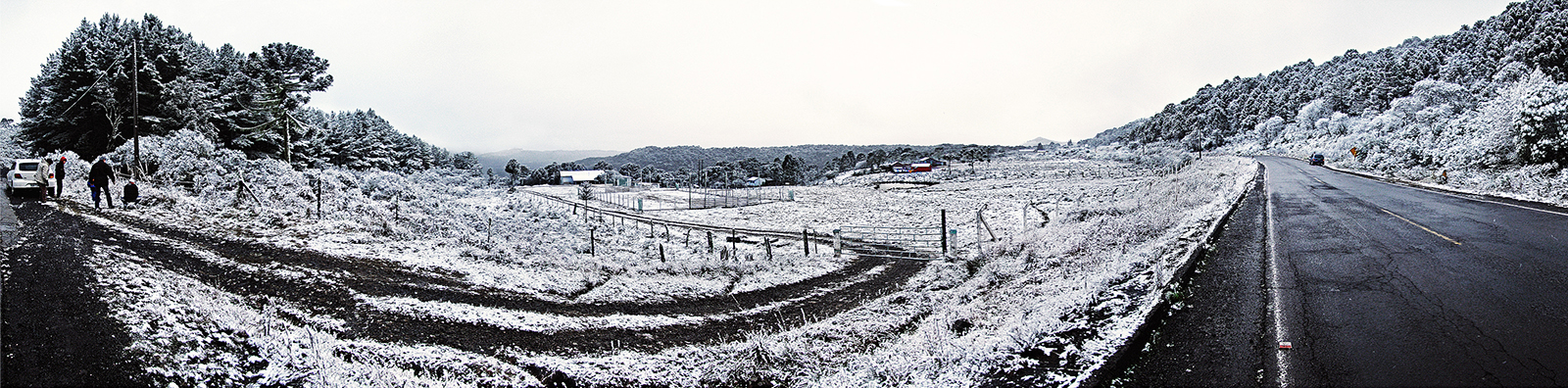
Zăpadă pe o autostrada acces la oraș

| Date climatice pentru São Joaquim (1961–1990) | Date climatice pentru São Joaquim (1961–1990) | Date climatice pentru São Joaquim (1961–1990) | Date climatice pentru São Joaquim (1961–1990) | Date climatice pentru São Joaquim (1961–1990) | Date climatice pentru São Joaquim (1961–1990) | Date climatice pentru São Joaquim (1961–1990) | Date climatice pentru São Joaquim (1961–1990) | Date climatice pentru São Joaquim (1961–1990) | Date climatice pentru São Joaquim (1961–1990) | Date climatice pentru São Joaquim (1961–1990) | Date climatice pentru São Joaquim (1961–1990) | Date climatice pentru São Joaquim (1961–1990) | Date climatice pentru São Joaquim (1961–1990) |
| Luna                                          | Ian                                           | Feb                                           | Mar                                           | Apr                                           | Mai                                           | Iun                                           | Iul                                           | Aug                                           | Sep                                           | Oct                                           | Nov                                           | Dec                                           | Anual                                         |
| --------------------------------------------- | --------------------------------------------- | --------------------------------------------- | --------------------------------------------- | --------------------------------------------- | --------------------------------------------- | --------------------------------------------- | --------------------------------------------- | --------------------------------------------- | --------------------------------------------- | --------------------------------------------- | --------------------------------------------- | --------------------------------------------- | --------------------------------------------- |
| Maxima medie °C (°F)                          | 23.1 (73,6)                                   | 23.1 (73,6)                                   | 21.7 (71,1)                                   | 18.8 (65,8)                                   | 16.3 (61,3)                                   | 14.7 (58,5)                                   | 14.7 (58,5)                                   | 16.0 (60,8)                                   | 17.1 (62,8)                                   | 18.9 (66)                                     | 20.6 (69,1)                                   | 22.2 (72)                                     | 18,9 (66)                                     |
| Media zilnică °C (°F)                         | 16.8 (62,2)                                   | 17.1 (62,8)                                   | 15.9 (60,6)                                   | 13.2 (55,8)                                   | 11.4 (52,5)                                   | 9.7 (49,5)                                    | 9.8 (49,6)                                    | 10.7 (51,3)                                   | 12.0 (53,6)                                   | 12.8 (55)                                     | 14.4 (57,9)                                   | 16.0 (60,8)                                   | 13,3 (55,9)                                   |
| Minima medie °C (°F)                          | 12.9 (55,2)                                   | 13.3 (55,9)                                   | 12.4 (54,3)                                   | 9.7 (49,5)                                    | 7.6 (45,7)                                    | 5.9 (42,6)                                    | 5.7 (42,3)                                    | 6.4 (43,5)                                    | 7.3 (45,1)                                    | 8.7 (47,7)                                    | 10.2 (50,4)                                   | 11.7 (53,1)                                   | 9,3 (48,7)                                    |
| Minima istorică °C (°F)                       | 4.1 (39,4)                                    | 4.2 (39,6)                                    | 0.3 (32,5)                                    | −2.2 (28)                                     | −6.8 (19,8)                                   | −7.2 (19)                                     | −7.2 (19)                                     | −8.2 (17,2)                                   | −7.5 (18,5)                                   | −2.4 (27,7)                                   | 0.3 (32,5)                                    | 1.4 (34,5)                                    | −8,2 (17,2)                                   |
| Precipitații mm (inches)                      | 172.2 (6.78)                                  | 162.5 (6.398)                                 | 147.2 (5.795)                                 | 82.2 (3.236)                                  | 93.2 (3.669)                                  | 111.2 (4.378)                                 | 113.7 (4.476)                                 | 170.0 (6.693)                                 | 177.9 (7.004)                                 | 140.9 (5.547)                                 | 118.9 (4.681)                                 | 119.3 (4.697)                                 | 1.609,3 (63,358)                              |
| Umiditate [%]                                 | 82                                            | 83                                            | 84                                            | 83                                            | 80                                            | 78                                            | 77                                            | 76                                            | 78                                            | 79                                            | 79                                            | 80                                            | 79,9                                          |
| Nr. de zile cu precipitații (≥ 1.0 mm)        | 13                                            | 12                                            | 12                                            | 7                                             | 7                                             | 8                                             | 8                                             | 9                                             | 11                                            | 10                                            | 10                                            | 10                                            | 117                                           |
| Ore însorite                                  | 138.3                                         | 127.4                                         | 143.5                                         | 150.5                                         | 139.9                                         | 123.0                                         | 146.3                                         | 111.4                                         | 129.7                                         | 157.5                                         | 152.9                                         | 154.1                                         | 1.674,2                                       |
| Sursă: INMET                                  |                                               |                                               |                                               |                                               |                                               |                                               |                                               |                                               |                                               |                                               |                                               |                                               |                                               |